# Tshwane
Tshwane (prononciation /tswɑːnɛ/), ou Municipalité métropolitaine de la ville de Tshwane (City of Tshwane Metropolitan Municipality en anglais), est l'une des huit municipalités métropolitaines d'Afrique du Sud. Elle gère notamment la ville de Pretoria, siège du gouvernement et capitale administrative de la république d'Afrique du Sud.
Cette conurbation de 2 921 488 habitants, située dans la province de Gauteng, comprend treize anciennes municipalités dont les anciennes villes majoritairement blanches de Pretoria et de Centurion.

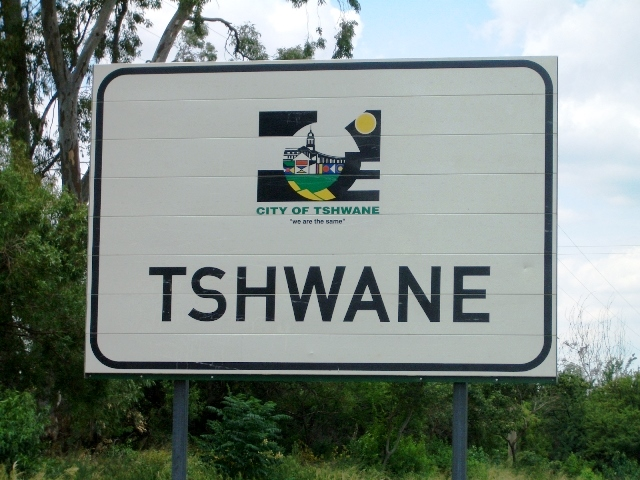
Panneau Tshwane, avec l'ancien logo représentant les bâtiments de l'Union à Pretoria, avec le slogan "Nous sommes les mêmes" (photo 2005)

## Origines du nom de Tshwane
Plusieurs versions existent sur l’origine du mot Tshwane  :
- pour la plus ancienne version, Tshwane signifie « petit singe » en Tswana et était le nom par lequel les tribus indigènes désignaient la petite rivière locale. À leur installation, les Boers reprirent ce nom, traduit littéralement en afrikaans par « Apies », pour désigner cette même rivière près de laquelle ils édifièrent la ville de Pretoria en 1855 ;
- en 2000, pour baptiser la nouvelle conurbation métropolitaine englobant Pretoria, les autorités municipales dominées par l’ANC avaient choisi Tswhane au prétexte que c’était le nom historique antérieur à Pretoria, utilisé par les Africains pour désigner la capitale sud-africaine. Selon cette version, Tshwane aurait été le nom du fils d’un chef tribal nommé Mushi, établi dans la région plus de 100 ans avant l’arrivée des Boers. La tribu du Chef Mushi aurait été elle-même originaire du Royaume zoulou et se serait établie aux bords de la rivière qu’il fit appeler Tshwane en l’honneur de son fils. Cependant, aucun document historique ou contemporain n’avait attesté cette version historique de Tshwane d’autant plus que jusqu’en 2000, le seul autre nom utilisé par les Africains pour désigner Pretoria était ePitoli, traduction de Pretoria en zoulou ;
- en 2003, le maire de Tshwane demande le changement du nom de la ville même de Pretoria afin qu’elle prenne le seul nom de Tshwane, qui serait l’authentique nom africain de Pretoria, et qui signifierait maintenant « nous sommes semblables ».

Pour les partisans du changement de nom, s’ils conviennent que ce sont bien les Boers qui ont fondé la ville de Pretoria en 1855, celle-ci aurait cependant dû porter le nom de Tshwane en raison du nom antérieur du site sur lequel a été bâtie la ville. Le choix de Tshwane au lieu de ePitoli, en langue zoulou (davantage utilisé par les Africains pour désigner Pretoria), s’explique par le fait que la ville est située dans une région à majorité de langue tswana. Mais l’existence de Tshwane ou la cohérence du choix de ce nom a été remis en cause en 2005 par les chefs ndébélés locaux de langue tswana.

## Géographie
Tshwane est une municipalité de la province du Gauteng. Cette conurbation métropolitaine comprend Pretoria, la capitale du pays.
Fondée en 2000 à partir de treize anciennes structures administratives ou municipales, la municipalité de Tshwane s’étend à l'origine sur plus de 60 km d’est en ouest et près de 80 km du nord au sud pour une superficie de 3 200 km2. En 2011, sa superficie s'est agrandie pour atteindre 6 368 km2 à la suite de l'incorporation à sa structure du district municipal de Metsweding.

## Constituants de Tshwane

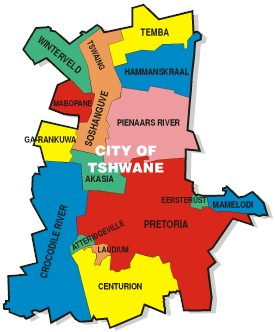
carte de la municipalité de Tshwane (2000-2011)

La municipalité de Tshwane est fondée en 2000 à partir de l'amalgamation de plusieurs structures administratives :
- la municipalité métropolitaine du Grand Pretoria et ses trois sous-structures municipales :
  - la ville de Pretoria, formée de la capitale de l’Afrique du Sud et des townships d’Atteridgeville et de Mamelodi,
  - la ville de Centurion formée de l'ancienne Verwoerdburg (1967-1995) et des townships d'Erasmia, de Laudium, de Claudius et de Christoburg,
  - la banlieue nord de Pretoria, formée du faubourg d’Akasia et du township de Soshanguve,
- le comité de gestion de la région d'Hammanskraal ;
- le Eastern Gauteng Services Council ;
- le conseil représentatif de transition de Pienaarsrivier, la plus petite des anciennes structures municipales antérieures à 1994 ;
- le conseil représentatif de Crocodile River ;
- le Western Gauteng Services Council ;
- le conseil représentatif de transition de Winterveld (région rurale) ;
- le conseil représentatif de transition de Temba, un township fondé en 1940 ;
- le conseil représentatif de transition de Mabopane, un township fondé en 1959 ;
- le conseil représentatif de transition de Ga-Rankuwa, une banlieue noire fondée en 1961 dans le cadre de la politique d’apartheid.

En mai 2011, la municipalité de Tshwane incorpore le district municipal voisin de Metsweding comprenant les municipalités locales de Kungwini (Bronkhorstspruit, Ekangala et Bronberg) et de Nokeng tsa Taemane (Rayton, Cullinan, Refilwe, Roodeplaat).
En 2000, la municipalité de Tshwane se divisait en 76 circonscriptions municipales réparties sur cinq régions administratives. Depuis 2011, elle est organisée en 105 circonscriptions municipales réparties en sept régions faisant de cette « nouvelle Tshwane » la plus importante municipalité urbaine du pays et la troisième plus grande métropole urbaine au monde après celles de New York et de Tokyo/Yokohama.

### Population urbaine des communes et localités de Tshwane en 2011
| Place            | Superficie (km2) | Population | Langue maternelle dominante                 |
| ---------------- | ---------------- | ---------- | ------------------------------------------- |
| Akasia           | 80,84            | 59 455     | Tswana, afrikaans                           |
| Atteridgeville   | 9,84             | 64 425     | Sotho du Nord, ndébélé du Transvaal         |
| Baviaanspoort    | 13,85            | 2 456      | Afrikaans                                   |
| Bon Accord       | 15,85            | 2 270      | Afrikaans                                   |
| Boschkop         | 29,28            | 623        | Ndébélé du Transvaal, afrikaans             |
| Bronkhorstspruit | 34,00            | 12 470     | Afrikaans                                   |
| Bultfontein      | 92,48            | 2 147      | Afrikaans                                   |
| Centurion        | 394,88           | 236 580    | Afrikaans                                   |
| Cullinan         | 55,66            | 8 693      | Afrikaans                                   |
| Dilopye          | 7,45             | 3 874      | Tswana                                      |
| Donkerhoek       | 22,33            | 3 472      | Nord Sotho                                  |
| Eersterus        | 6,05             | 29 676     | Afrikaans                                   |
| Ekangala         | 46,05            | 48 493     | Zoulou, ndébélé du Transvaal                |
| Ga-Rankuwa       | 52,18            | 90 945     | Tswana                                      |
| Haakdoornboom    | 101,60           | 4 309      | Afrikaans                                   |
| Hammanskraal     | 7,60             | 21 345     | Tswana, ndébélé du Transvaal                |
| Hebron           | 1,02             | 2 321      | Tswana                                      |
| Kameeldrift      | 32,76            | 6 727      | Nord Sotho, afrikaans                       |
| Kekana Garden    | 2,61             | 15 709     | Nord Sotho                                  |
| Kungwini Part 2  | 8,60             | 8 738      | Afrikaans, Anglais                          |
| Laudium          | 6,07             | 19 102     | Anglais                                     |
| Mabopane         | 42,2             | 110 972    | Tswana                                      |
| Majaneng         | 5,79             | 9 972      | Tswana, sotho du Nord, tsonga               |
| Mamelodi         | 45,19            | 334 577    | Sotho du Nord, zoulou, Tsonga               |
| Mandela Village  | 3,72             | 7 305      | Tswana, tsonga, sotho du Nord               |
| Marokolong       | 6,65             | 17 455     | Tswana, sotho du Nord, tsonga               |
| Mashemong        | 5,55             | 14 118     | Tswana, Sotho du Nord, Tsonga               |
| Mooiplaas        | 56,69            | 14 979     | Sotho du Nord, autres, tsonga               |
| Nellmapius       | 13,03            | 56 111     | Sotho du Nord, zoulou                       |
| New Eersterus    | 23,64            | 35 059     | Tswana, sotho du Nord, tsonga               |
| Olievenhoutbos   | 11,39            | 70 863     | Sotho du Nord                               |
| Onverwacht       | 1,24             | 1 518      | Afrikaans, sotho du Nord                    |
| Pretoria         | 687,54           | 741 651    | Afrikaans                                   |
| Ramotse          | 6,00             | 15 760     | Tswana, sotho du Nord, tsonga               |
| Rayton           | 145,99           | 8 166      | Afrikaans                                   |
| Refilwe          | 2,22             | 19 757     | Sotho du Nord                               |
| Rethabiseng      | 1,75             | 10 964     | Zoulou, ndébélé du Transvaal, sotho du Nord |
| Roodepoort B     | 24,33            | 1 915      | Afrikaans                                   |
| Saulsville       | 8,66             | 105 208    | Sotho du Nord                               |
| Soshanguve       | 126,77           | 403 162    | Sotho du Nord                               |
| Soutpan          | 12,75            | 2 157      | Tsonga, tswana, sotho du Nord               |
| Stinkwater       | 0,13             | 39 201     | Tswana, tsonga, sotho du Nord               |
| Suurman          | 126,77           | 11 071     | Tswana, tsonga, sotho du Nord               |
| Temba            | 21,81            | 58 431     | Tswana, sotho du Nord, tsonga               |
| Thembisile       | 1,98             | 1 809      | Ndébélé du Transvaal                        |
| Tierpoort        | 32,14            | 1 167      | Afrikaans                                   |
| Tsebe            | 4,34             | 2 702      | Tswana, ndébélé du Transvaal                |
| Tshwane NU       | 3126,37          | 16 831     | Ndébélé du Transvaal, afrikaans             |
| Vaalbank         | 50,98            | 1 458      | Afrikaans, ndébélé du Transvaal             |
| Waterval         | 62,99            | 2 517      | Afrikaans                                   |
| Winterveld       | 104,52           | 120 826    | Tsonga, tswana, zoulou                      |
| Zithobeni        | 3,86             | 22 434     | Ndébélé du Transvaal                        |
| Zwavelpoort      | 37,50            | 1 148      | Afrikaans                                   |

## Démographie
Selon le recensement de 2011, la population est majoritairement noire (75,40 %) et les Blancs ne représentent que 20,08 % du total des habitants de la municipalité de Tshwane. Cependant, ces derniers constituent 52,45 % des habitants de la ville centre de Pretoria et 58,97 % de ceux de Centurion, les deux plus importants pôles urbains gérés par la municipalité.

## Historique

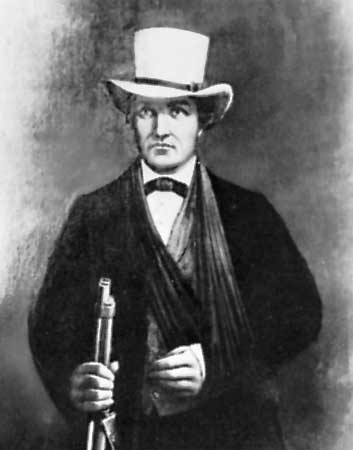
Andries Pretorius en l'honneur duquel Pretoria fut baptisée en 1855.

La première organisation administrative de la région de l'actuelle Tshwane remonte au début des années 1850 et de la république sud-africaine du Transvaal. À l'époque, l’État ne compte que deux ou trois districts dont celui de Pretoria, une ville fondée en 1855. L'administrateur local du district est alors un magistrat, nommé par le Président, qui porte le titre officiel de Landdrost. Celui-ci dispose de pouvoirs judiciaires et administratifs, notamment celui de délivrer des certificats de propriété. Il dispose aussi de pouvoirs de police lui permettant de recourir à la force publique. Après une tentative avortée en 1864, le premier conseil municipal est établi en décembre 1896 par le président Paul Kruger. Ce conseil municipal est alors composé de onze membres parmi lesquels le Landdrost tient le rôle majeur pour représenter et administrer la ville. Après la seconde guerre des Boers, l'autorité exécutive locale est confiée au conseil municipal dont les membres sont désormais élus par les citoyens de la ville. Le maire est alors élu par ses pairs parmi les conseillers municipaux pour un mandat d'un an renouvelable. Ses fonctions sont alors essentiellement protocolaires.
Confiné d'abord à son centre historique, la commune de Pretoria connait un premier élargissement notable de son périmètre et de sa superficie dans les années 1880 avec l'incorporation de ses premiers faubourgs (Sunnyside, Arcadia, Muckleneuk, Les Marais, Pretoria West, Villieria, New Muckleneuk, Riviera).
En 1931, la ville acquiert le statut de municipalité et incorpore la municipalité voisine d'Innesdale. En 1949, elle absorbe la municipalité voisine d'Hercules puis en 1964 celles de Silverton et de Pretoria North.
En 1995, les municipalités (Pretoria, Akasia), les conseils municipaux de villes et les comités de gestion des townships de l'aire urbaine de Pretoria sont dissous et réorganisés en trois sous-structures municipales coiffées par un conseil métropolitain (le Grand Pretoria) qui fait office de district régional et assure la coordination entre les trois nouvelles entités municipales. La première de celles-ci comprend la ville de Pretoria et les townships périphériques de Mamelodi et Atteridgeville. La deuxième regroupe dans la banlieue nord le faubourg d'Akasia et le township de Soshanguve. Enfin, la 3e, située au sud de Pretoria, regroupe Verwoerdburg et plusieurs townships et quartiers indo-asiatiques au sein de la nouvelle Centurion.
En 2000, et en application de la loi de 1998 sur les pouvoirs locaux, le conseil métropolitain du Grand Pretoria et ses trois sous-structures municipales sont fusionnés et unifiés dans une seule municipalité exécutive et centralisée : la municipalité métropolitaine de Tshwane, laquelle annexe également plusieurs autres structures rurales qui géraient des townships de la région de Pretoria.

## Administration municipale

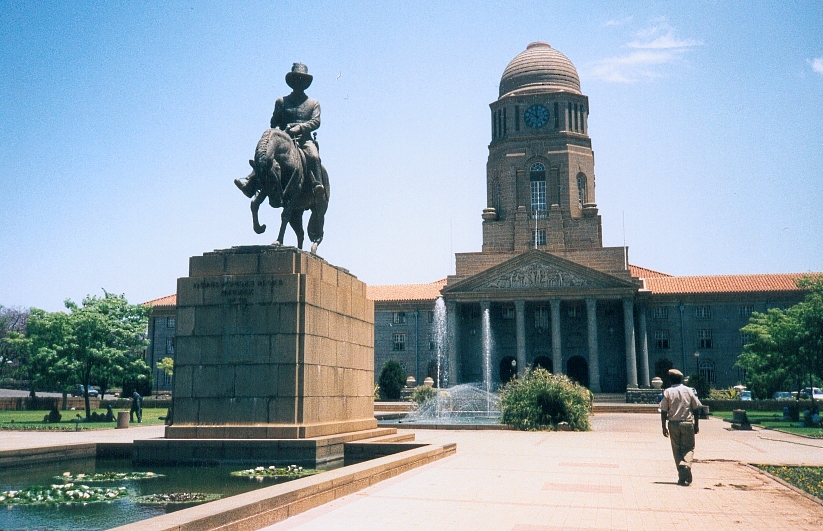
Hôtel de ville de Pretoria et statue d’Andries Pretorius.

Le maire de Tshwane dispose d'une véritable autorité exécutive, avec des pouvoirs similaires à celui du premier ministre provincial. Il est élu par la majorité municipale pour un mandat de cinq ans. Depuis le 28 mars 2023, Cilliers Brink, membre de l'Alliance démocratique, est le maire de Tshwane.
Le conseil municipal comprend 214 membres dont 107 conseillers élus par circonscription électorale (Ward) au scrutin uninominal à un tour et 107 autres conseillers municipaux, élus sur un scrutin de liste à la proportionnelle. Depuis aout 2016, la majorité municipale repose sur une coalition comprenant l'Alliance démocratique (93 sièges), le front de la liberté (quatre sièges), le Parti chrétien-démocrate africain (un siège) et le Congrès du peuple (un siège). Cette majorité municipale de 99 sièges sur un total de 214 sièges est donc relative. Elle a été mise en place avec le soutien des Combattants pour la liberté économique (25 sièges) afin de rejeter le congrès national africain (89 sièges) dans l'opposition.

### Élections municipales
Lors des élections municipales du 1er mars 2006, transformées par les partis d’opposition en référendum sur le nom de Pretoria, les habitants de la ville donnent une très large majorité à l’Alliance démocratique (58,90 % des suffrages) et au Front de la liberté (8,84 %) contre seulement 25,06 % à l’ANC. Ces résultats agglomérés au sein de la municipalité de Tshwane ramènent le score de la DA à 30,69 % des suffrages, soit 47 sièges (-1) et celui du Front de la liberté à 4,5 % des voix et sept sièges (+6). L’ANC, avec 56,27 % des voix et 87 sièges reste le parti dominant de la municipalité mais ce résultat est une contre-performance alors que le score national de l’ANC est en hausse de six points par rapport aux élections précédentes de 2000. Si l’ANC perd bien huit sièges par rapport à l’assemblée précédente, le parti peut relativiser en observant que ces sièges sont ceux du défunt Nouveau Parti national qui l’avait rallié en 2004. Mais il apparaît que certaines circonscriptions majoritairement noires votèrent pour l’opposition et que les rares Blancs de l’ANC avaient choisi l’abstention. Affront personnel pour le maire Smangaliso Mkhatshwa, la circonscription où il réside fut largement emportée par la DA. Le Parti chrétien-démocrate africain (lui aussi favorable au maintien du nom de Pretoria) obtient trois sièges avec 2,01 % des voix alors que le Congrès panafricain d'Azanie récupère deux sièges (1,19 % des voix). Les démocrates indépendants sauvent un seul siège tout comme le parti démocrate chrétien uni, l’alliance chrétienne africaine, l’Inkatha Freedom Party, l’organisation du peuple d’Azanie et la convention nationale démocrate.
Le 14 mars 2006, payant sa contre-performance relative, Smangaliso Mkhatshwa est remplacé comme candidat ANC au poste de maire de la ville par Gwen Ramokgopa, le ministre de la santé du Gauteng qui est élue par 96 voix contre 45 voix à Fred Nel (DA) et sept voix à Rentia Landman (Front de la liberté).
En novembre 2010, à la suite de son entrée au gouvernement, Gwen Ramokgopa est remplacée à la direction de la municipalité par son neveu Kgosientso Ramokgopa, lequel rempile à cette fonction pour cinq ans à la suite des élections municipales sud-africaines de 2011 où la DA progresse et obtient 38,7 % des suffrages contre 55,3 % à l'ANC.

Répartition des sièges au conseil municipal après les élections de 2016
DA
ANC
EFF
FF Plus
Autres

Lors des élections municipales sud-africaines de 2016, la campagne électorale est marquée par de violents incidents et des émeutes à Mamelodi, Atteridgeville, Winterveldt, Soshanguve, Hammanskraal, Mabopane et Ga-Rankuwa. Ces violences sont notamment caractérisées par des incendies de voitures et de bus ainsi que par des pillages de commerces appartenant à des étrangers. La cause de ces évènements serait le choix fait par l'ANC de nommer Thoko Didiza comme sa tête de liste municipale, la désignant ainsi comme son impétrante au poste de maire à la place de Kgosientsho Ramokgopa, le titulaire sortant. Ce faisant, l'ANC aurait tenté de trouver un candidat neutre pour ne pas trancher entre les factions internes opposant le maire sortant à Mapiti Matsena, l'un de ses adjoints. À cela s'ajoutent des haines ethniques, Didiza étant une zoulou vivant à Pretoria mais originaire du KwaZulu-Natal, nommée dans une région où les populations noires sont plutôt pedi, tswana ou tsonga,. Commencée à Mamelodi, la violence, s'étend jusqu'au centre de la capitale, devenu un no man's land, et aux quartiers d'Arcadia et de Sunnyside ,.
Cinq personnes sont tuées au cours des émeutes et 200 personnes arrêtées par la police,,. Il est manifeste à cette occasion que l'ANC, éclaboussé par des allégations de corruption contre le président Jacob Zuma, rongé par le factionnalisme, la corruption et le manque de dirigeants crédibles, paie aussi un fort mécontentement de la population à son égard. Finalement, la DA remporte 43,10 % des suffrages et 93 sièges, devançant le congrès national africain (41,48 % et 89 sièges). La gouvernance de la municipalité repose dès lors sur les intentions des Combattants pour la liberté économique (11,64 % et 25 sièges), véritables faiseurs de rois tandis que le front de la liberté obtient quatre sièges (1,97 %) et un siège chacun pour le congrès panafricain d'Azanie, le Congrès du peuple et le Parti chrétien-démocrate africain.
Le 19 aout 2016, Solly Msimanga est élu maire de Tshwane à la tête d'une majorité municipale relative composée de l'Alliance démocratique, du front de la liberté, du Parti chrétien-démocrate africain et du Congrès du peuple.

### Liste des maires de la municipalité métropolitaine
| Nom                  | Parti    | Mandat                                 |
| -------------------- | -------- | -------------------------------------- |
| Smangaliso Mkhatshwa | ANC      | 2001–2006                              |
| Gwen Ramokgopa       | ANC      | 2006-2010                              |
| Kgosientso Ramokgopa | ANC      | 2010-2011 puis 2011-2016               |
| Solly Msimanga       | DA       | du 19 aout 2016 au 11 février 2019     |
| Stevens Mokgalapa    | DA       | du 11 février 2019 au 26 février 2020, |
| Randall Williams     | DA       | du 30 octobre 2020 au 13 février 2023  |
| Murunwa Makwerela    | COPE     | 28 février 2023-7 mars 2023,           |
| Cilliers Brink       | DA       | du 28 mars 2023 au 26 septembre 2024   |
| Nasiphi Moya         | ActionSA | depuis le 9 octobre 2024               |

## La bataille du nom pour Pretoria

### Une décision unilatérale et complexe

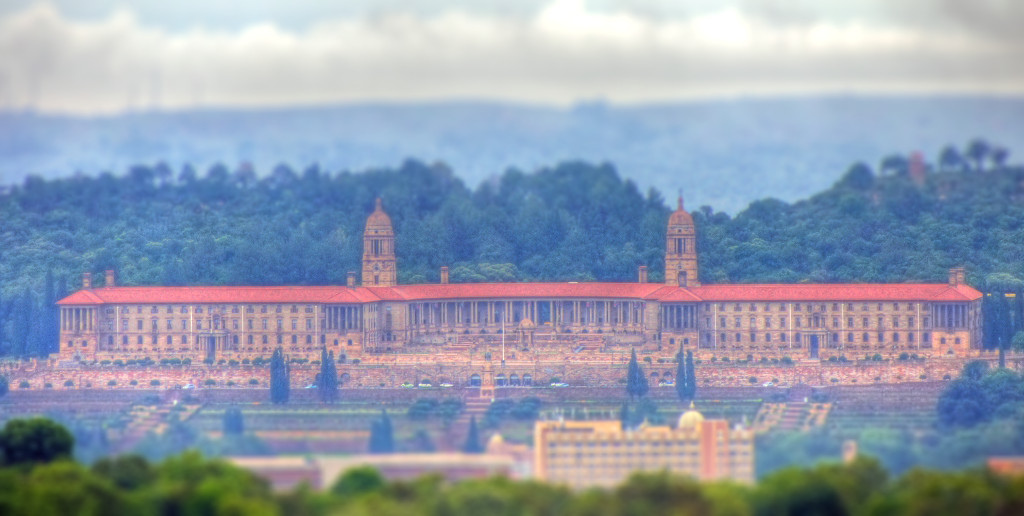
Les union Buildings dans le quartier d'arcadia, palais présidentiel et siège du gouvernement d'Afrique du Sud.

Après des tentatives avortées en 2003  et 2004, la municipalité du prêtre catholique Smangaliso Mkhatshwa annonce, en 2005, que la ville de Pretoria prendrait le nom même de Tshwane, afin de symboliser la renaissance africaine.
Le 7 mars 2005, les élus de la majorité ANC de la municipalité, appuyé par l’extrême gauche du PAC, avalisent le choix de Tshwane comme nom officiel de la ville et capitale d’Afrique du Sud,. Il en ressortirait alors que :
- la conurbation métropolitaine de Tshwane deviendrait une ville ;
- l’unité urbaine et géographique qui s’appelait jusque-là Pretoria cesserait d’exister ;
- le nom de Pretoria serait conservé pour désigner un quartier de Tshwane, en l’occurrence le centre-ville actuel connu jusqu’à présent sous le nom de « Capital Central » et située entre DF Malan Drive à l’ouest, Nelson Mandela Drive à l’est, Pretoria station au sud et Boom Straat au nord ;
- les anciens quartiers de la ville de Pretoria comme Arcadia, Sunnyside ou Brooklyn seraient des quartiers de Tshwane au même titre que le quartier de Pretoria et de Centurion, cette dernière conservant cependant son unité urbaine et géographique ;
- Tshwane serait alors la seule conurbation d’Afrique du Sud à prendre le statut de ville à part entière et deviendrait en titre la capitale sud-africaine en dépit de son morcellement territorial et géographique.

Le maire annonce à cette occasion qu’il ne consultera les habitants de Pretoria ni par pétition ni par le recours à un référendum.
Cette décision et cette délibération municipale s’inscrivent alors dans une politique plus générale des autorités locales dirigées par l’ANC pour africaniser les noms des lieux afin d’effacer les traces du colonialisme des Européens installés depuis des siècles en Afrique du Sud. Dans les faits, la toponymie afrikaner est principalement visée, notamment dans la province du Limpopo où l’imposition des changements de noms des villes et rivières a fait disparaitre la quasi-totalité de la toponymie afrikaner.
Pourtant, cette initiative municipale rencontre immédiatement de très fortes résistances de la plupart des partis d’opposition et des habitants blancs de Pretoria mais aussi des réserves de plusieurs membres nationaux de l’ANC, et débouche sur un antagonisme politique, racial et ethnique sans précédent dans la ville.

### Réactions

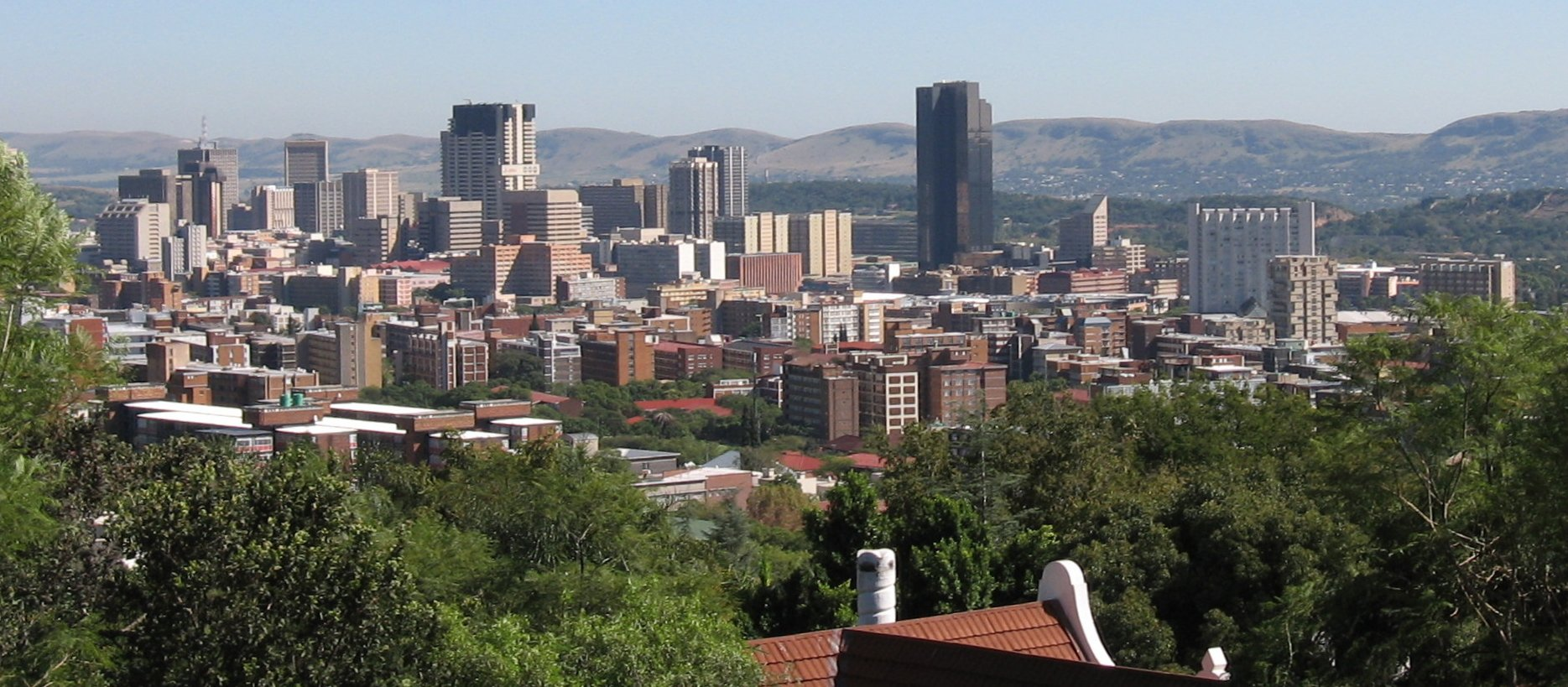
vue sur le centre-ville de Pretoria

Au début du mois de février 2005, les instances régionales de l’ANC prennent position en faveur du maintien du nom de Pretoria, capitale d’Afrique du Sud, au sein de la grande municipalité de Tshwane. Pour se justifier, ils invoquent alors la réalité historique, la réconciliation nationale ou encore rappellent un accord passé en 1994 avec le Parti national de ne jamais débaptiser Pretoria, la ville symbole du nationalisme afrikaner. Cependant, afin de ne pas vexer une base militante plus radicale ou de contredire le gouvernement de la municipalité de Tshwane, elles adoptent une position plus complexe consistant à demander la limitation de la dénomination de Pretoria au seul quartier du centre historique (Central Business District), excluant ainsi les trois quarts de la ville dont tous les quartiers résidentiels (Arcadia, Brooklyn, Hartfield…) et les Union Buildings qui feraient ainsi partie de la municipalité stricto sensu de Tshwane.
Alors que le maire ANC de Tshwane, Smangaliso Mkhatshwa, n’hésite pas à assimiler ses décisions à la volonté de la majorité, son porte parole, William Baloyi, ajoute que le nom de la ville sera changé de gré ou de force et refuse qu'un droit des minorités s’érige en rempart contre la décision prise par la majorité municipale. Mkhatshwa revendique son intolérance pour le colonialisme et les Afrikaners qui y sont assimilés et refuse de communiquer aux partis d’oppositions du conseil municipal les conclusions des commissions sur le changement toponymique. Pour Mkhatshwa et Baloyi, le changement de nom n’est pas discutable et doit être imposé à tous par la majorité municipale.
Pour de nombreux Sud-Africains blancs, cet épisode démontrerait la carence de qualité et de culture démocratique des élus locaux de l’ANC déjà dénoncé par l’opposition dans la province de Limpopo et symboliserait la mise en place d’une nouvelle domination raciale dont ils seraient cette fois les victimes.
Cette décision de démanteler et rebaptiser l’entité géographique et urbaine de Pretoria est contestée par la totalité des autres groupes politiques au conseil municipal, notamment pour son coût prohibitif estimé à 256 millions de dollars (194 millions d’euros) payés par les contribuables à 90 % blancs et pour son caractère historique mensonger. Une tentative de conciliation est recherchée avec la demande d’un recours au référendum pour consulter les habitants de la ville de Pretoria mais Smangaliso Mkhatshwa refuse, d’autant plus que les élus de la ville sont majoritairement issus de l’opposition (l’Alliance démocratique ou le Front de la liberté) et que les sondages démontrent qu’une large majorité des Prétoriens sont hostiles à la dénaturation toponymique de leur cité. Les partis d’opposition, des radicaux du Front de la liberté jusqu’aux modérés noirs du Parti chrétien démocrate sud-africain, dénoncent alors l’autisme et le mépris de l’ANC locale alors que la délibération entérinant le changement de nom et votée par le conseil municipal le 7 mars 2005 est rejetée par 99 % des membres de la chambre du commerce du Gauteng et de Pretoria.
Le 8 mars 2005, des groupes de pression afrikaners montent au créneau pour organiser un boycottage des impôts locaux qui pourraient pénaliser les finances de la ville alors que les partis politiques « blancs » promettent d’aller devant les tribunaux pour faire annuler cette délibération. Le plus important de ces groupes de pression est le Comité d'action civil de Pretoria (Pretoria Civil Action Committee - PCAC) regroupant la Chambre de commerce du Gauteng, un syndicat afrikaner et la Fédération culturelle afrikaans (Federasie van Afrikaanse Kultuurvereniginge - FAK). Ce groupe était déjà parvenu en 2003 à suspendre le changement de nom.
En avril 2005, Tony Leon, le leader de l’Alliance démocratique, annonce procédures judiciaires, marches, pétitions (qui recueille en quelques jours 32 000 signatures de résidents) et autres nombreuses actions visant à dénoncer et empêcher la décision « idéologique et totalitaire » prise par les élus de l’ANC de démanteler Pretoria et changer le nom de la capitale. De son côté, le petit Parti chrétien démocrate sud-africain invoque un argument juridique du fait que la municipalité a voté pour faire enregistrer Tshwane comme ville mais n’a jamais fait procéder au vote pour débaptiser Pretoria .
Pour beaucoup d’Afrikaners, la suppression du nom de Pretoria des cartes géographiques est un affront à leur identité. Ils considèrent que le maire a franchi une ligne rouge et que de l’issue de la bataille de Pretoria dépendra en fait leur place dans l’Afrique du Sud post-apartheid. La bataille de Pretoria s’est transformée en bataille pour la défense et la reconnaissance de la culture afrikaner en Afrique du Sud.

### Déroulement ultérieur
Dès le 8 mars 2005, les journaux des pays africains et de la télévision publique sud-africaine se mettent à parler, à tort, de « Tshwane (ex-Pretoria) » pour désigner la capitale de l’Afrique du Sud. À tort car juridiquement, le vote du conseil municipal n’a pas de valeur légale et autorise juste l’exécutif municipal à demander le changement de dénomination au Conseil des noms géographiques sud-africain (SAGNC). Tout changement toponymique doit effectivement être d’abord avalisé par le SAGNC qui demande normalement qu’une large consultation préalable du public soit organisée avant que ne soit déposée toute demande pour changer le nom d’un lieu. Or, cette consultation n’a pas été effectuée. Mais c’est sans compter sur l’inféodation du SAGNC et de son président à l’aile la plus radicale et pan-africaine de l’ANC qui annonce d’emblée que la municipalité de Tshwane a correctement effectué les démarches et n’était pas tenu de consulter la population pour changer le nom de la ville, cette démarche ayant été fait en 2000 lors de la formation de la municipalité.
Toutefois, le 9 mars 2005, le gouvernement sud-africain de Thabo Mbeki confirme qu’il ne reconnaît que Pretoria comme capitale nationale et non Tshwane.
En avril 2005, la municipalité annonce avoir sous-estimé les coûts de ce changement toponymique, établi à l’origine par ses soins à 150 000 rands et estimé ensuite à 1,5 million de rands. Cette évaluation reste encore très en deçà des estimations de la chambre de commerce plus proche de 1,5 milliard de rands sud-africains (194 millions d’euros) supportés principalement par les contribuables blancs et le secteur d’affaire.
Le 5 mai 2005, le Comité d’action civil de Pretoria fait annuler par une autorité administrative toute la campagne publicitaire de la municipalité axée sur le slogan « City of Tshwane, Africa's leading capital city ». La décision d’annulation pour publicité mensongère est confirmée en appel en novembre 2005 par la Advertising Standards Authority (ASA) mais en décembre 2005, la municipalité de Tshwane déclare ne pas reconnaître la compétence de l’Advertising Standards Authority.
Le 7 mai 2005, la controverse atteint son paroxysme quand les chefs Ndébélés, de la tribu du chef Mushi, démentent l’existence même d’un fils Tshwane. Les rois ndébélés Makhosoke II et Mayisha III, liés à la région de Pretoria, déclarent lors de leur intervention que les seuls noms possibles pour la ville seraient alors Musi ou KwaMyamana. Musi fut le dernier roi ndébélé à vivre dans la région de Pretoria et y est enterré. L’affaire commence à prendre l’allure d’une véritable débâcle pour la municipalité même si très vite, ces rois ndébélés sont contraints au silence.
Le 20 mai 2005, l’ancien président Frederik de Klerk entre à son tour dans le débat et dénonce l’activisme révisionniste et la trahison de ses promesses par l’ANC concernant le respect des minorités. Pour lui, il y a un abus de majorité qui n’a de cesse de mépriser les minorités raciales et les lois censées les protéger.
Le 21 mai 2005, la manifestation organisée par le PCA, et soutenue par la DA et le FF+, pour sauvegarder le nom et l’intégrité territoriale de Pretoria remporte un franc succès et la pétition de 32 000 signatures est transmise à Pallo Jordan, ministre des arts et de la culture chargé en l’occurrence, après avis du SAGNC de promulguer les changements de noms au Journal Officiel.
Cependant, le 26 mai 2005, Tommy Ntsewa, le président ANC du Conseil des noms géographiques sud-africain annonce, qu’à l’unanimité, le conseil fait la recommandation que Pretoria soit démantelé et la ville rebaptisée Tshwane,,.

### Le maintien du nom de Pretoria
Le 12 mai 2006, Pallo Jordan, ministre de la culture chargé de ratifier les changements de nom, confirme lors d’une interview à la radio que le nom de Pretoria continue toujours à désigner la capitale sud-africaine. Il invoque notamment la notoriété internationale de Pretoria et le coût du changement toponymique pour expliquer qu’un an après la recommandation du Conseil géographique, aucune décision définitive n’a été prise. Cependant, cette dernière déclaration et ce long attentisme sont interprétés par l’opposition et une partie de la presse comme l’annonce du maintien du nom de Pretoria pour désigner la capitale.
Néanmoins, en août 2007, la municipalité de Tshwane annonce que la signalisation routière serait changée et que le nom de Pretoria serait remplacé par celui de Tshwane. Le front de la liberté et l’association Afriforum défèrent la décision devant la haute cour de Pretoria. Par un référé, celle-ci prend la décision d'interdire à la municipalité de procéder au changement de signalisation au motif qu’aucune ville ne porte le nom de Tshwane en Afrique du Sud.
En demandant aux élus de l’opposition municipale qui avaient déposé plainte devant la juridiction de Pretoria de démissionner du conseil municipal, Gwen Ramokgopa provoque l’indignation générale des partis d’oppositions. Dans son argumentation en faveur du changement toponymique, Gwen Ramokgopa note que le Voortrekker Monument, Die Stem, la statue de Paul Kruger ainsi que d’autres symboles afrikaners ont été préservés dans l’Afrique du Sud post-apartheid. La réaction est plus forte encore quand Blanco Mabaso, secrétaire de l’ANC pour Tshwane, menace, en termes voilés, certains membres de l’opposition municipale, s’attirant la comparaison avec Robert Mugabe, le président-dictateur du Zimbabwe. Pour Fred Nel, le chef de l’Alliance démocratique au conseil municipal, en attaquant la liberté d’expression des résidents et des élus de Pretoria, Mabaso s’attaque à la démocratie et au droit des administrés de questionner et de remettre en cause les autorités pour leurs décisions.
En novembre 2007, lors du 152e anniversaire de la fondation de Pretoria, un concert géant est encore l'occasion pour les musiciens de langue Afrikaans les plus populaires comme Bok van Blerk, Steve Hofmeyr et Beeskraal ainsi que pour les habitants de la ville de manifester leur soutien au patronyme de Pretoria.
Le 23 mars 2012, l'ANC propose aux partis de l'opposition municipale de finalement conserver le nom de Pretoria à condition d'accepter que 27 rues du centre-ville soient rebaptisées.
En février 2018, le gouvernement via le président du South African Geographic Names Council confirme que la capitale d'Afrique du Sud ne serait pas débaptisée et continuerait à porter son nom d'origine de Pretoria.

### Odonymie

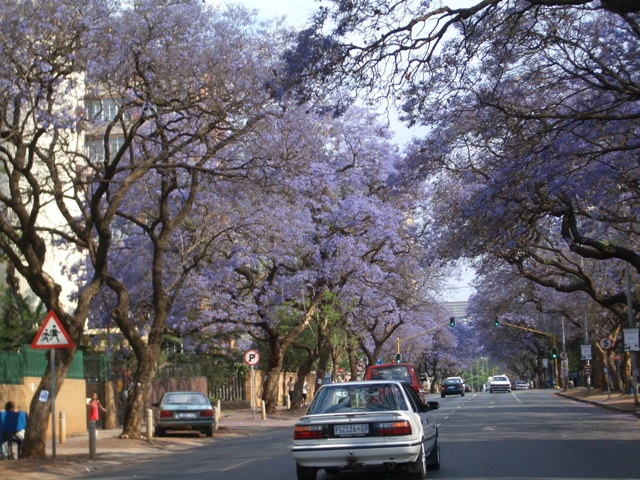
Floraison des jacarandas dans les rues de Pretoria.

Le 7 mars 2005, la municipalité de Tswhane annonce que plusieurs rues de la ville de Pretoria seraient rebaptisés mais la procédure reste au point mort jusqu'en 2012 à la suite de la virulente opposition des résidents des quartiers concernés et la relative apathie des résidents des townships.
En novembre 2011, le maire de la municipalité, Kgosientso Ramokgopa, annonce non seulement que Pretoria serait rebaptisée Tshwane avant la fin 2012 mais aussi que 21 voies de la ville à commencer par son artère principale, church street, seraient elles-aussi rebaptisées.
Le 23 mars 2012, à la suite de discussions entamées notamment avec le front de la liberté, l'ANC propose de conserver, pour l'instant, le nom de Pretoria afin de désigner la capitale sud-africaine mais aussi de préserver les noms des rues consacrées à Pretorius et à Paul Kruger à la condition que les autres rues du centre-ville puissent être rebaptisées sans confrontations politiques et judiciaires. Dans le cadre de ces négociations, l'opposition demande alors que Church Street et Voortrekker street soient également épargnées  mais sans obtenir satisfaction. Plusieurs procédures judiciaires sont par la suite engagées par l'association AfriForum afin de restaurer les anciens noms de rues. Au bout d'une longue procédure, la haute cour de Pretoria infirme, en juillet 2016, les jugements précédents, permettant alors la pérennité des nouveaux odonymes.

## Slogans
- « Tshwane, We are the same » — devise de la municipalité de Tshwane pour populariser la nouvelle signification du nouveau nom utilisé pour désigner la capitale sud-africaine (Tshwane, nous sommes semblables).
- « Tshwane, city of apes » — Devise utilisé par les détracteurs du nouveau nom en référence à sa traduction littérale traditionnelle (Tshwane, ville des singes)[97].

## Enseignement
- Tshwane University of Technology
- Université de Pretoria
- Université d'Afrique du Sud

## Desserte
L’aéroport international le plus proche de la municipalité de Tshwane est le même que celui de Johannesbourg. Autrefois plus connu sous le nom de Jan Smuts Airport puis de Johannesburg International Airport, il s’appelle depuis le 27 octobre 2006 « Aéroport international OR Tambo ». C’est généralement la porte d’entrée principale des étrangers en Afrique du Sud.